# Coppa del Mondo per club 2008 (hockey su pista)
La Coppa del Mondo per club 2008 è stata la 2ª edizione dell'omonima competizione di hockey su pista riservata alle squadre di club. Il torneo ha avuto inizio il 22 e si è concluso il 28 settembre 2008. Il titolo è stato conquistato dagli spagnoli del Reus Deportiu per la prima volta nella loro storia superando in finale i connazionali del Barcellona.

## Squadre partecipanti
| Nazione     | Club               | Città               | Qualificazione |
| ----------- | ------------------ | ------------------- | -------------- |
| Angola      | Atlético Petróleos | Luanda              |                |
| Angola      | Juventude de Viana | Viana               |                |
| Argentina   | Centro Valenciano  | San Juan            |                |
| Argentina   | Concepción         | San Juan            |                |
| Brasile     | Recife             | Recife              |                |
| Francia     | Quévert            | Quévert             |                |
| Germania    | Iserlohn           | Iserlohn            |                |
| Italia      | Bassano 54         | Bassano del Grappa  |                |
| Italia      | Marzotto Valdagno  | Valdagno            |                |
| Portogallo  | Barcelos           | Barcelos            |                |
| Portogallo  | Oliveirense        | Oliveira de Azeméis |                |
| Spagna      | Barcellona         | Barcellona          |                |
| Spagna      | Liceo La Coruña    | La Coruña           |                |
| Spagna      | Reus Deportiu      | Reus                |                |
| Stati Uniti | Decatur            | Decatur             |                |
| Svizzera    | Wimmis             | Wimmis              |                |

## Risultati

### Prima fase

#### Girone A
| Squadra         | Pt | G | V | N | P | GF | GS | DG  |
| --------------- | -- | - | - | - | - | -- | -- | --- |
| Liceo La Coruña | 9  | 3 | 3 | 0 | 0 | 27 | 5  | +22 |
| Concepción      | 6  | 3 | 2 | 0 | 1 | 21 | 7  | +14 |
| Iserlohn        | 3  | 3 | 1 | 0 | 2 | 8  | 14 | −6  |
| Recife          | 0  | 3 | 0 | 0 | 3 | 3  | 33 | −30 |

| Reus 22 settembre 2008, ore 15:30 CET 1ª giornata | Concepción | 5 – 2 | Recife | Pavelló Olímpic |

| Reus 22 settembre 2008, ore 17:00 CET 1ª giornata | Iserlohn | 1 – 7 | Liceo La Coruña | Pavelló Olímpic |

| Reus 23 settembre 2008, ore 15:30 CET 2ª giornata | Concepción | 3 – 4 | Liceo La Coruña | Pavelló Olímpic |

| Reus 23 settembre 2008, ore 18:00 CET 2ª giornata | Iserlohn | 5 – 1 | Recife | Pavelló Olímpic |

| Reus 24 settembre 2008, ore 15:30 CET 3ª giornata | Concepción | 6 – 2 | Iserlohn | Pavelló Olímpic |

| Reus 24 settembre 2008, ore 17:00 CET 3ª giornata | Liceo La Coruña | 16 – 1 | Recife | Pavelló Olímpic |

#### Girone B
| Squadra            | Pt | G | V | N | P | GF | GS | DG |
| ------------------ | -- | - | - | - | - | -- | -- | -- |
| Barcellona         | 7  | 3 | 2 | 1 | 0 | 8  | 2  | +6 |
| Centro Valenciano  | 6  | 3 | 2 | 0 | 1 | 10 | 5  | +5 |
| Barcelos           | 4  | 3 | 1 | 1 | 1 | 4  | 6  | −2 |
| Atlético Petróleos | 0  | 3 | 0 | 0 | 3 | 3  | 12 | −9 |

| Reus 22 settembre 2008, ore 9:00 CET 1ª giornata | Atlético Petróleos | 0 – 5 | Centro Valenciano | Pavelló Olímpic |

| Reus 22 settembre 2008, ore 20:00 CET 1ª giornata | Barcellona | 0 – 0 | Barcelos | Pavelló Olímpic |

| Reus 23 settembre 2008, ore 12:00 CET 2ª giornata | Atlético Petróleos | 1 – 3 | Barcelos | Pavelló Olímpic |

| Reus 23 settembre 2008, ore 18:30 CET 2ª giornata | Barcellona | 4 – 0 | Centro Valenciano | Pavelló Olímpic |

| Reus 24 settembre 2008, ore 9:00 CET 3ª giornata | Barcelos | 1 – 5 | Centro Valenciano | Pavelló Olímpic |

| Reus 24 settembre 2008, ore 18:30 CET 3ª giornata | Barcellona | 4 – 2 | Atlético Petróleos | Pavelló Olímpic |

#### Girone C
| Squadra           | Pt | G | V | N | P | GF | GS | DG  |
| ----------------- | -- | - | - | - | - | -- | -- | --- |
| Reus Deportiu     | 9  | 3 | 3 | 0 | 0 | 14 | 2  | +12 |
| Marzotto Valdagno | 6  | 3 | 2 | 0 | 1 | 13 | 5  | +8  |
| Decatur           | 3  | 3 | 1 | 0 | 2 | 4  | 16 | −12 |
| Wimmis            | 0  | 3 | 0 | 0 | 3 | 4  | 12 | −8  |

| Reus 22 settembre 2008, ore 12:00 CET 1ª giornata | Decatur | 1 – 7 | Marzotto Valdagno | Pavelló Olímpic |

| Reus 22 settembre 2008, ore 21:30 CET 1ª giornata | Reus Deportiu | 4 – 1 | Wimmis | Pavelló Olímpic |

| Reus 23 settembre 2008, ore 10:30 CET 2ª giornata | Decatur | 2 – 1 | Wimmis | Pavelló Olímpic |

| Reus 23 settembre 2008, ore 21:30 CET 2ª giornata | Marzotto Valdagno | 0 – 2 | Reus Deportiu | Pavelló Olímpic |

| Reus 24 settembre 2008, ore 12:00 CET 3ª giornata | Marzotto Valdagno | 6 – 2 | Wimmis | Pavelló Olímpic |

| Reus 24 settembre 2008, ore 21:30 CET 3ª giornata | Decatur | 1 – 8 | Reus Deportiu | Pavelló Olímpic |

#### Girone D
| Squadra            | Pt | G | V | N | P | GF | GS | DG  |
| ------------------ | -- | - | - | - | - | -- | -- | --- |
| Bassano 54         | 6  | 3 | 2 | 0 | 1 | 16 | 8  | +8  |
| Oliveirense        | 6  | 3 | 2 | 0 | 1 | 14 | 9  | +5  |
| Quévert            | 6  | 3 | 2 | 0 | 1 | 14 | 12 | +2  |
| Juventude de Viana | 0  | 3 | 0 | 0 | 3 | 7  | 22 | −15 |

| Reus 22 settembre 2008, ore 10:30 CET 1ª giornata | Bassano 54 | 6 – 4 | Quévert | Pavelló Olímpic |

| Reus 22 settembre 2008, ore 18:30 CET 1ª giornata | Oliveirense | 8 – 3 | Juventude de Viana | Pavelló Olímpic |

| Reus 23 settembre 2008, ore 9:00 CET 2ª giornata | Juventude de Viana | 3 – 6 | Quévert | Pavelló Olímpic |

| Reus 23 settembre 2008, ore 20:00 CET 2ª giornata | Bassano 54 | 2 – 3 | Oliveirense | Pavelló Olímpic |

| Reus 24 settembre 2008, ore 10:30 CET 3ª giornata | Oliveirense | 3 – 4 | Quévert | Pavelló Olímpic |

| Reus 24 settembre 2008, ore 20:00 CET 3ª giornata | Bassano 54 | 8 – 1 | Juventude de Viana | Pavelló Olímpic |

### Fase finale

#### Quarti di finale
| Reus 26 settembre 2008, ore 16:30 CET | Liceo La Coruña | 3 – 5 | Marzotto Valdagno | Pavelló Olímpic |

| Reus 26 settembre 2008, ore 18:00 CET  | Barcellona     | 2 – 2 (d.t.s.) | Oliveirense | Pavelló Olímpic |
| \| \| \| \| \| \| Shootout 1 – 0 \| \| |                |                |             |                 |
|                                        |                |                |             |                 |
|                                        | Shootout 1 – 0 |                |             |                 |

| Reus 26 settembre 2008, ore 19:30 CET | Bassano 54 | 5 – 2 | Centro Valenciano | Pavelló Olímpic |

| Reus 26 settembre 2008, ore 21:00 CET | Reus Deportiu | 4 – 1 | Concepción | Pavelló Olímpic |

#### Semifinali
| Reus 27 settembre 2008, ore 17:00 CET | Barcellona | 2 – 1 | Marzotto Valdagno | Pavelló Olímpic |

| Reus 27 settembre 2008, ore 20:00 CET  | Bassano 54     | 1 – 1 (d.t.s.) | Reus Deportiu | Pavelló Olímpic |
| \| \| \| \| \| \| Shootout 1 – 2 \| \| |                |                |               |                 |
|                                        |                |                |               |                 |
|                                        | Shootout 1 – 2 |                |               |                 |

#### Finale 15º/16º posto
| Reus 26 settembre 2008, ore 10:30 CET | Juventude de Viana | 5 – 3 | Recife | Pavelló Olímpic |

#### Finale 13º/14º posto
| Reus 26 settembre 2008, ore 12:00 CET | Atlético Petróleos | 4 – 5 | Wimmis | Pavelló Olímpic |

#### Finale 11º/12º posto
| Reus 27 settembre 2008, ore 9:00 CET | Decatur | 7 – 4 | Iserlohn | Pavelló Olímpic |

#### Finale 9º/10º posto
| Reus 27 settembre 2008, ore 11:00 CET | Barcelos | 0 – 4 | Quévert | Pavelló Olímpic |

#### Finale 7º/8º posto
| Reus 27 settembre 2008, ore 11:00 CET | Centro Valenciano | 4 – 2 | Concepción | Pavelló Olímpic |

#### Finale 5º/6º posto
| Reus 28 settembre 2008, ore 15:15 CET | Liceo La Coruña | 2 – 4 | Oliveirense | Pavelló Olímpic |

#### Finale 3º/4º posto
| Reus 28 settembre 2008, ore 16:00 CET | Bassano 54 | 4 – 1 | Marzotto Valdagno | Pavelló Olímpic |

#### Finale 1º/2º posto
| Reus 28 settembre 2008, ore 17:30 CET | Barcellona | 0 – 1 | Reus Deportiu | Pavelló Olímpic |

## Classifica finale
| Pos. | Naz.                   | Club               |
| ---- | ---------------------- | ------------------ |
| 1    | Spagna (bandiera)      | Reus Deportiu      |
| 2    | Spagna (bandiera)      | Barcellona         |
| 3    | Italia (bandiera)      | Bassano 54         |
| 4    | Italia (bandiera)      | Marzotto Valdagno  |
| 5    | Spagna (bandiera)      | Liceo La Coruña    |
| 6    | Portogallo (bandiera)  | Oliveirense        |
| 7    | Argentina (bandiera)   | Centro Valenciano  |
| 8    | Argentina (bandiera)   | Concepción         |
| 9    | Francia (bandiera)     | Quévert            |
| 10   | Portogallo (bandiera)  | Barcelos           |
| 11   | Stati Uniti (bandiera) | Decatur            |
| 12   | Germania (bandiera)    | Iserlohn           |
| 13   | Svizzera (bandiera)    | Wimmis             |
| 14   | Angola (bandiera)      | Atlético Petróleos |
| 15   | Angola (bandiera)      | Juventude de Viana |
| 16   | Brasile (bandiera)     | Recife             |